# 세이히정
세이히정(西彼町)은 나가사키현 니시소노기반도 북부에 있던 정이며, 니시소노기군에 속했다.
2005년 4월 1일에, 오세토정·사이카이정·오시마정·사키토정과 합병해 사이카이시가 되어 소멸하였다.

## 지리
니시히노키 반도의 북동쪽 끝에 위치한다. 동쪽 해안을 오무라만에 접하고 북쪽 해안을 이노우라세토(하리오세토)에 접하고 있다. 이노우라 세토를 사이에 두고 건너편에 있는 사세보시의 하리오섬과 사이카이바시(西海橋)가 놓여 있다. 오무라만 해역에는 수많은 섬들이 산재해 있다.

## 역사
한때 테마파크 붐의 선두주자였던 하우스텐보스 그룹이 운영하던 나가사키 네덜란드 마을이 있었으나 2001년 폐원했고, 2005년 3월 19일 음식을 테마로 한 상업시설인 캐스빌리지(CAS Village)로 재오픈했으나 같은 해 10월 3일 경영 파산했다.
- 1889년 4월 1일 - 정촌제 시행에 의해 니시소노기군 가메다케촌, 오구시촌이 성립하였다.
- 1961년 6월 29일 - 정촌촉합병진법에 의해 가메다케촌, 오구시촌이 합병해, 세이히촌이 성립하였다.
- 2005년 4월 1일 - 오세토정·사이카이정·오시마정·사키토정과 합병, 시로 승격해 사이카이시가 되어 세이히정은 소멸하였다.

## 교통

### 도로
- 국도 202호선
- 국도 206호선